# Ernest Duvergier de Hauranne
Louis Prosper Ernest Duvergier de Hauranne (ur. 7 marca 1843 w Paryżu; zm. 16 sierpnia 1877 w Trouville) – francuski dziennikarz, polityk i autor książek podróżniczych.
Syn Prospera Duvergier de Hauranne. Znany jest przede wszystkim jako autor "Huit mois en Amérique".
Jego dzieła:
- Du Caractère de Faust et du génie de Goethe, Paryż,
- Huit mois en Amérique, lettres et notes de voyage, 1864-1865, Paris, A. Lacroix, Verboeckhoven et Cie, 1866
- La Coalition libérale Paris, Le Chevalier, 1869
- La République conservatrice, Paris, G. Baillière, 1873
- Le Gouvernement personnel Paris, Le Chevalier, 1869
- Les États-Unis pendant la guerre de Sécession, Éd. Albert Krebs, Paris, Calmann-Lévy, 1990